# Georg Pfeiffle
Georg Pfeiffle (* 18. Januar 1864 in Kehl; † 18. Juni 1921 in Mannheim) gehörte von 1905 bis 1912 der II. Kammer der Badischen Ständeversammlung an. Er gehört zu den frühen Protagonisten der deutschen Sozialdemokratie, er war Mitglied im Sozialdemokratischen Verein in Mannheim und später zeitweilig Vorsitzender der SPD in Baden.

## Leben
Georg Pfeiffle besuchte die Volksschule in Kehl und absolvierte dort von 1878 bis 1881 auch eine Lehre zum Zigarrenmacher. Als solcher ließ er sich 1885 in Mannheim nieder. Seine Militärzeit verbrachte er von 1887 bis 1889 in Rastatt beim Infanterieregiment Markgraf Ludwig Wilhelm Nr. 111. Er war in der Arbeiterbewegung aktiv, trat früh dem Sozialdemokratischen Verein Mannheim bzw. der SPD in Baden bei und kandidierte ab 1890 zunächst noch mehrfach vergeblich bei Landtagswahlen. 1891 war er Expedient bei der Volksstimme. 1893 kam er als Stadtverordneter ins Mannheimer Stadtparlament, in dessen Vorstand er 1896 aufrückte. Von 1905 bis 1912 gehörte er als Abgeordneter des 55. Wahlbezirks (Amtsbezirk Heidelberg und Teile des Amtsbezirks Wiesloch) der II. badischen Kammer an. Er war in der Kommission für Eisenbahnen und Straßen und war ab 1909 deren stellvertretender Vorsitzender. Er widmete sich neben Arbeiter- und Haushaltsfragen den unterschiedlichsten Themen. Nach Ende seiner Abgeordnetenzeit war er wieder als Redakteur und in der Kommunalpolitik tätig, zog sich jedoch krankheitsbedingt 1920 zurück und verstarb im Folgejahr.
Er war verheiratet mit Apollonia Köhler, mit der er zwei Söhne und zwei Töchter hatte.